# Fabryka Kas Pancernych Stalobetonowych „Stanisław Zwierzchowski i Synowie”
Fabryka Kas Pancernych Stalobetonowych „Stanisław Zwierzchowski i Synowie” – zlikwidowane przedsiębiorstwo mające siedzibę przy ul. Strzeleckiej 30/32 w Warszawie.

## Opis
Przedsiębiorstwo powstało pod firmą Zakład Wyrobów Mechanicznych Gustawa Pulsta w 1887 i początkowo prowadziło działalność w innej lokalizacji. W 1900 niewielki zakład działał już przy ul. Strzeleckiej 28, a pomiędzy 1911 a 1913 jego właściciel Gustaw Pulst zakupił sąsiednią posesję nr 30. Wtedy też prawdopodobnie wzniesiono zachowaną do dzisiaj halę produkcyjną. Produkowano tam maszyny m.in. dla przemysłu tytoniowego, drzewnego, papierniczego i spożywczego.
Po I wojnie światowej przedsiębiorstwo przejął Stanisław Zwierzchowski; jego współwłaścicielami byli również żona Eleonora oraz synowie Alfred i Stanisław. Produkowało m.in. kasy pancerne i sejfy. Po II wojnie światowej Stanisław Zwierzchowski przystąpił do spółdzielni pracy „Skarbiec”, wnosząc do niej nieruchomość przy ul. Strzeleckiej, która stała się siedzibą spółdzielni. Specjalistyczna Spółdzielnia Pracy „Skarbiec” prowadziła tam działalność do 2010, później obiekt nie był użytkowany i zaczął popadać w ruinę.
W 2012 elewacja frontowa hali produkcyjnej z uwagi na detal architektoniczny i wyważone proporcje została wpisana do rejestru zabytków. Jej detal architektoniczny nawiązuje do budynku fabryki Towarzystwa Akcyjnego Fabryki Lamp – Bracia Brünner, Hugo Schneider i R. Ditmar oraz domów mieszkalnych przy pobliskiej ul. Szwedzkiej.
W 2015 rozebrano znajdujące się na posesji budynki magazynowe i portiernię.